# Le Fraysse
Le Fraysse is een gemeente in het Franse departement Tarn (regio Occitanie) en telt 389 inwoners (2005). De plaats maakt deel uit van het arrondissement Albi.

## Geografie
De oppervlakte van Le Fraysse bedraagt 30,2 km², de bevolkingsdichtheid is 12,9 inwoners per km².
De onderstaande kaart toont de ligging van Le Fraysse met de belangrijkste infrastructuur en aangrenzende gemeenten.

## Demografie
Onderstaande figuur toont het verloop van het inwonertal (bron: INSEE-tellingen).